# John Hron (film)
John Hron är en svensk dramafilm från 2015 i regi av Jon Pettersson. Den handlar om John Hron, som 14 år gammal mördades av nynazister i Kode i augusti 1995. I rollerna ses bland andra David Thorén, Lars Bethke och Justine Kirk.

## Priser
- International Independent Film Awards 2016. Gold award tredje pris för Narrative Feature, Directing och Screenplay.
- The European Independent Film Festival 2016. Jury Prize tredje pris för Best Feature Film.
- Montréal World Film Festival 2015 Nominerad till Grand Prix des Amériques.